# Collège Sainte-Marie de Saint-Ghislain
Pour les articles homonymes, voir Collège Sainte-Marie.

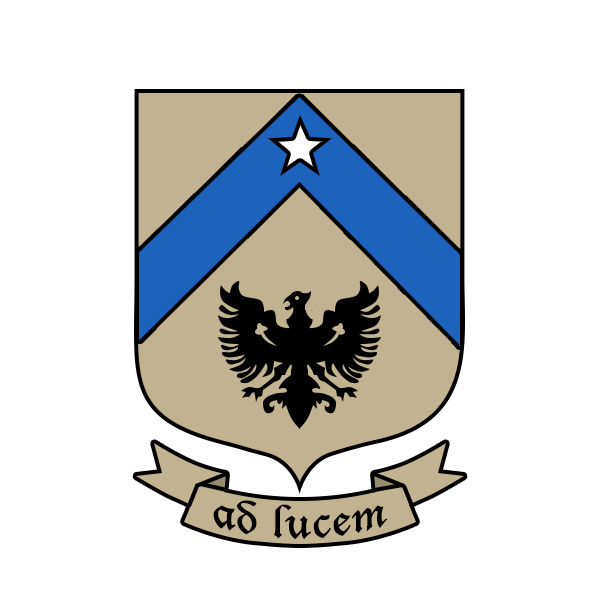
Emblème du Collège Sainte-Marie.

Le Collège Sainte-Marie est une école catholique composée d'une section primaire située à Boussu et à Saint-Ghislain et d'une section secondaire à Saint-Ghislain. Il fut fondé à Boussu en 1874 par quatre frères Marianistes. Sa devise est "ad lucem" ("vers la lumière").

## Arrivée des frères fondateurs à Boussu
En 1874, le Comte Georges de Nédonchel, vivant au château de Boussu, sollicita l’Évêché de Tournai pour que celui-ci envoie des enseignants ecclésiastiques dans cette localité afin d'instruire les jeunes garçons de la région par l'enseignement chrétien en fondant une école primaire. 
Quatre frères de la Congrégation des Marianistes de la Communauté de Benfeld, en Alsace, firent alors le déplacement jusqu'à Boussu. Les deux premiers religieux, chassés de chez eux par le Kulturkampf de Bismark, arrivèrent le soir du 2 octobre 1874. Ils furent conduits le lendemain au numéro 10 de la rue Jules Bonaventure, qui devint leur domicile et où ils installèrent ce qui s’appela alors l'école des Frères, ou École Sainte-Marie. Ils furent rejoints par les deux autres de 8 octobre. 

## Création de l'école Sainte-Marie
À cette adresse se trouvaient quatre petites maisons dans lesquelles ils installèrent trois classes payantes prises en charge par trois d'entre eux, le dernier s'occupant de la direction. Ils furent rejoints en mars 1875 par un autre frère qui vint faire cuisinier. Le directeur fut remplacé en 1876. 
Ce remplacement a été suivi, en 1878, de la fondation d'une école primaire gratuite pour les enfants pauvres de la classe ouvrière en jonction avec l'École Sainte-Marie, qu'on appela l'École Saint-Louis. Les élèves des deux écoles étaient séparés dans la cour par un mur. La communauté fut complètement changée en 1879 après quoi un seul des quatre frères fondateurs resta à son poste. 
De nombreux jeunes religieux arrivèrent à cette époque pour enseigner mais la plupart restaient 2, 3 ou 4 ans avant de quitter la Congrégation.
En 1884, un nouveau directeur prit place à l'école Sainte-Marie et créa trois nouvelles classes, cette fois de moyennes, équivalent des secondaires de l'époque. Il faut à son tour remplacé trois ans plus tard, en 1887, année durant laquelle le nouveau directeur, monsieur Jacques Keller entreprit de grands travaux de transformation des lieux : les différentes maisons qui constituaient l'école furent démolies et remplacées par un vaste immeuble. L'école devint alors l'Institut Sainte-Marie.

## Développement de l'école
Durant les années qui suivirent, l'école gagna énormément en popularité et donc en nombre d'élèves. Elle vit défiler de nombreux religieux qui y vinrent travailler sous la direction de monsieur Eugène Cogniat, qui occupa son poste de 1898 à 1919. Mais sur les 43 religieux que comptait l'école tout à la fin des années 1800, 28 furent infidèles et quittèrent la Congrégation. En 1908, la section payante Saint-Louis fut supprimée et l'école devint entièrement gratuite pour tous. 
Lorsque la Première Guerre mondiale éclate, les lieux sont occupés par les allemands qui les utilisent comme hôpital militaire. Ça n’empêchera pas les religieux de placer les élèves temporairement dans plusieurs autres endroits pour continuer leur enseignement.
Sur les 21 ans de directorat que fit monsieur Eugène Cogniat, 19 autres religieux sur 45 l'abandonnèrent. Les fidèles restèrent et certains devinrent inspecteurs dans la congrégation, et même directeurs.
En 1919, la place de directeur est prise par monsieur Victor Kréder, un ancien religieux de la période précédente. Il la garda jusqu'en 1935, soit pendant 16 années, durant lesquelles il participera énormément au développement de l'école. C'est lui qui lui permit d'obtenir sa réputation et de la faire évoluer jusqu'à ce qu'on connait aujourd'hui. Il créa notamment une bibliothèque et une chorale au sein de l'école. Il donna des leçons de violon et y initia également quelques jeunes confrères. Il construisit également un jardin, qui fut entretenu par ses amis religieux et certains élèves après les classes. Il organisa aussi de nombreuses sorties et excursions durant les vacances de Pâques ou à l'occasion du congé de la ducasse de Boussu.
Durant les années qui suivirent son directorat, d'autres directeurs se succédèrent en continuant l'œuvre des Marianistes, tout en recrutant petit à petit d'autres enseignants ne faisant pas partie de la congrégation. Et ce jusqu'en 1952, année où la communauté des frères, ne comptant plus que deux membres, notamment à la suite de la Seconde Guerre mondiale, se retira de la direction de l'école et laissa place aux prêtres enseignants du diocèse de Tournai envoyés par l'Évêque. L'abbé Leleux fut le premier directeur de la nouvelle communauté de Boussu. L'école pris alors le nom de Collège Sainte-Marie,,.

## Naissance de la section secondaire
C'est en 1952, juste après que la nouvelle communauté des prêtres diocésains prenne la direction, que le Collège Sainte-Marie, qui était redevenu après la Seconde Guerre Mondiale une école uniquement primaire, ouvre une section secondaire. Durant les années qui suivent, de nombreux nouveaux choix d'options s'ajoutent à la disposition des nouveaux élèves du secondaire : économie, latin-grec, latin-mathématique, latin-sciences... En effet, durant les années soixante et septante, l'école attire des élèves toujours de plus en plus nombreux.
En 1965 est donc prise la décision de chercher à s'établir ailleurs. Le choix se porte sur le terrain de l'ancienne faïencerie de Saint-Ghislain. La première rentrée y a lieu en 1968.

### Anciens élèves de la section secondaire
- David Antoine, animateur belge de radio et de télévision[5].
- Leandro Salemi, médaillé d'or aux Olympiades internationales de Physique[6].
- Nicola Capone, champion de Belgique d'échecs[7].
- Caroline Montuelle, spécialiste des sciences politiques[8].
- Philippe Meloni et Gilles Roland, fondateurs et CEO de Lemanik Asset Management, leader européen de gestion d actifs
- Davina Mulimbi, mannequin[9].
- Marc Pinilla, chanteur au sein du groupe Suarez.
- Leandro Mameli, champion d'Europe de karate
- Alice Dutoit (Alice on the Roof), chanteuse.
- Selim Amallah, joueur de football professionnel.